# كاثلين كليفورد
كاثلين كليفورد (بالإنجليزية: Kathleen Clifford)‏ هي ممثلة أمريكية، ولدت في 16 فبراير 1887 في الولايات المتحدة، وتوفيت في 28 ديسمبر 1962 بلوس أنجلوس في الولايات المتحدة.

## معرض صور

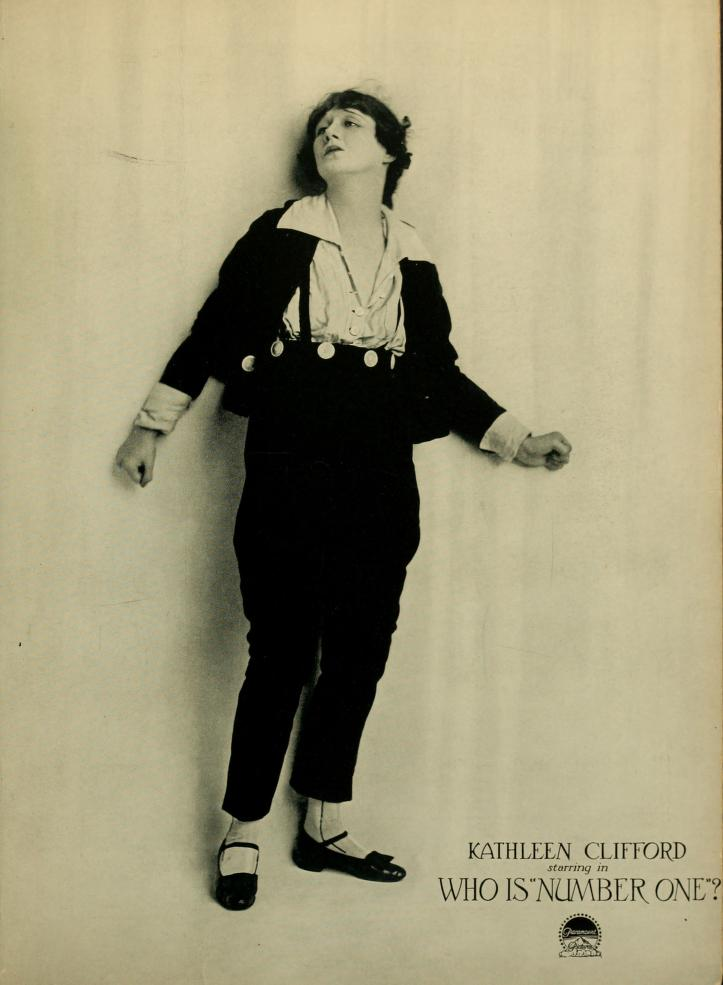
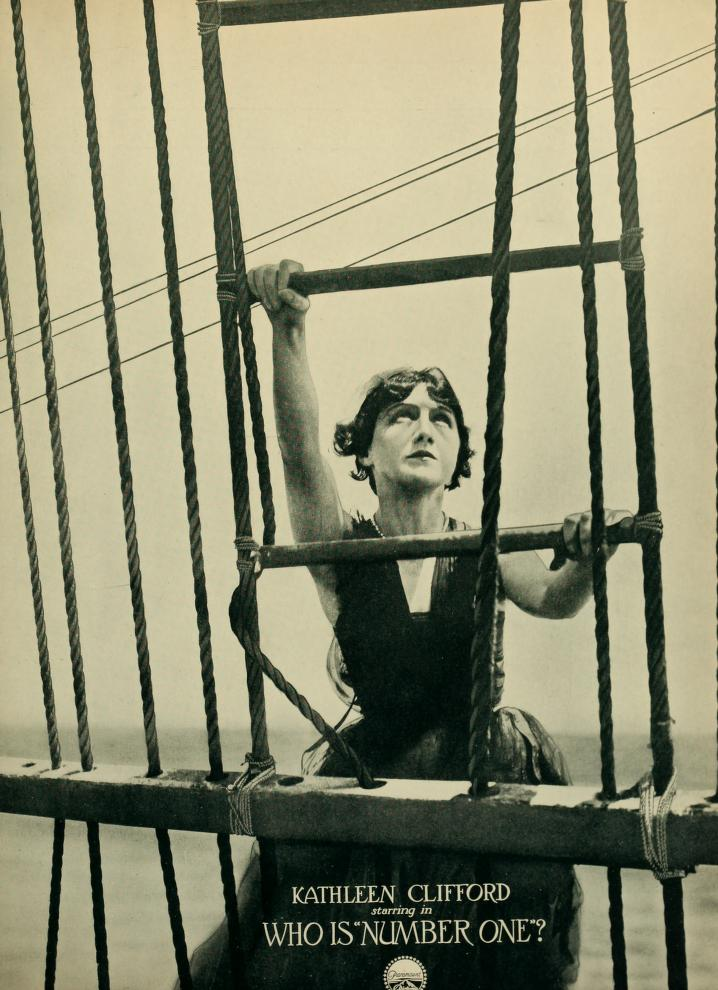
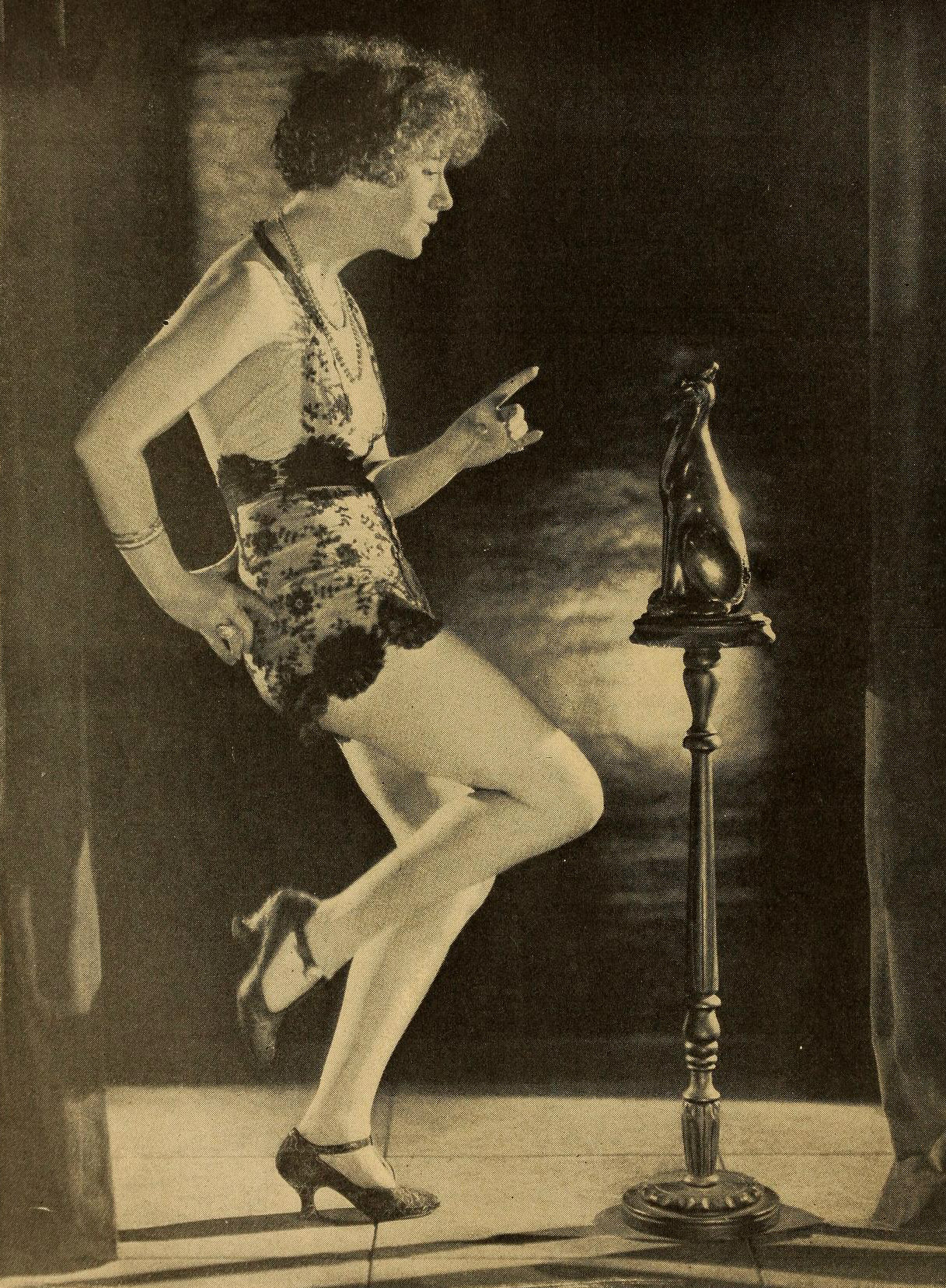
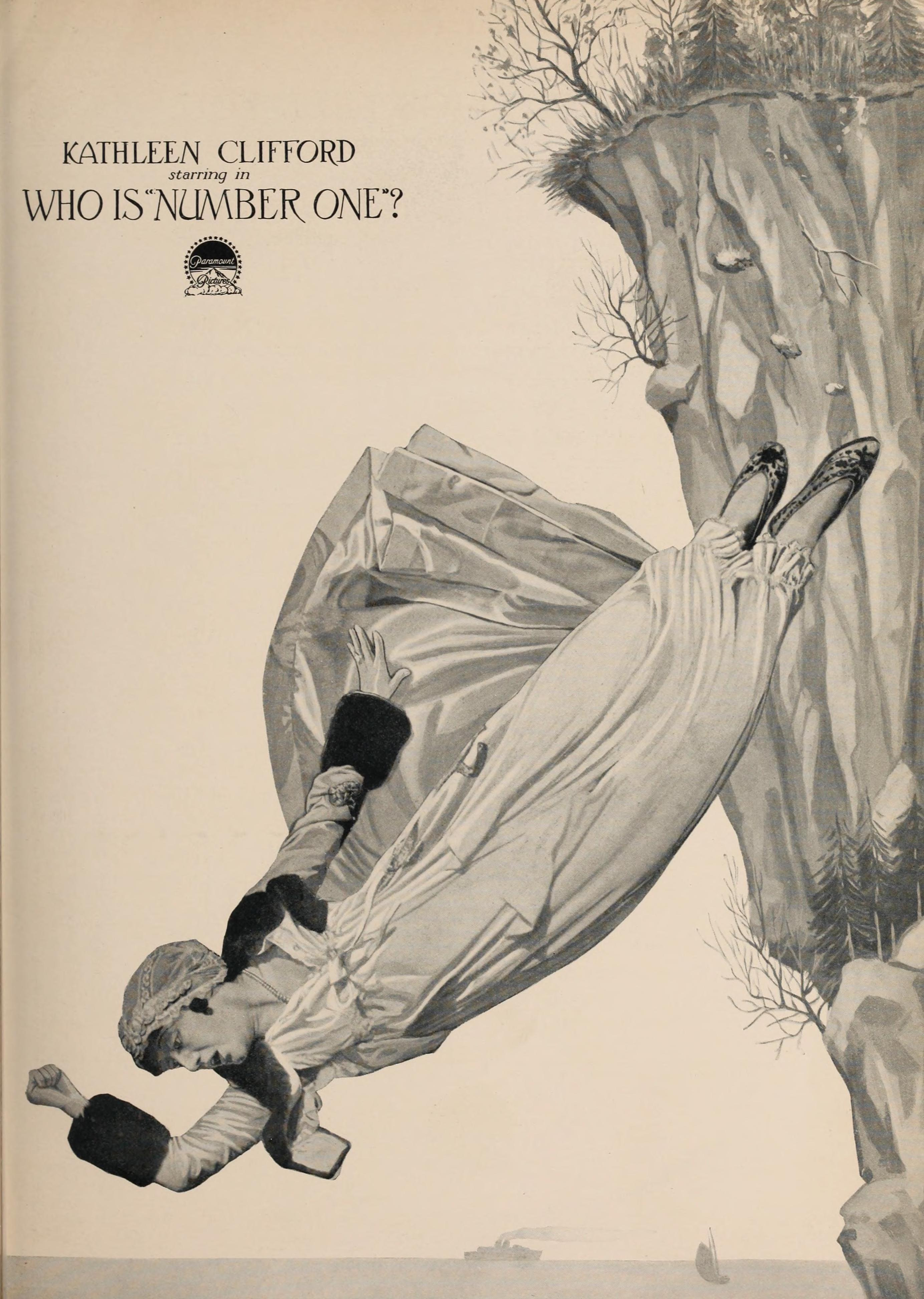

## وصلات خارجية
- كاثلين كليفورد على موقع IMDb (الإنجليزية)
- كاثلين كليفورد على موقع قاعدة بيانات برودواي على الإنترنت (الإنجليزية)